# بریگیته واگنر
بریگیته واگنر (انگلیسی: Brigitte Wagner؛ زادهٔ ۲۲ نوامبر ۱۹۸۳) کشتی‌گیر اهل آلمان است.